# Thomas Schinecker
Thomas Michael Schinecker (* 23. April 1975 in Simbach am Inn) ist ein österreichisch-deutscher Pharmamanager. Seit März 2023 ist er Geschäftsführer (CEO) der gesamten Roche-Gruppe.

## Leben
Thomas Schinecker wuchs als Sohn eines ABB-Angestellten ab dem Alter von neun Jahren in Singapur auf, wo er die Deutsche Schule besuchte. Mit 19 begann er ein Studium der Genetik in Salzburg, welches er 1997 mit einem Bachelor-Abschluss beendete. Daraufhin setzte er sein Studium als Molekularbiologe an der New York University fort, wo er 2003 promoviert wurde. Anschliessend trat er bei der Roche-Gruppe als Management-Trainee ein. Die darauffolgende berufliche Laufbahn erfolgte in der Diagnostiksparte dieses Konzerns an verschiedenen Standorten in mehreren Ländern. Sein Aufstieg fand einen vorläufigen Höhepunkt, als er 2019 zum Leiter der Diagnostiksparte von Roche in Rotkreuz ernannt wurde. Während der COVID-19-Pandemie leistete die Diagnostiksparte von Roche unter seiner Leitung wesentliche Beiträge, um weltweit entsprechende Tests in grossem Umfang zu ermöglichen. Seit März 2023 ist er Geschäftsführer (CEO) der gesamten Roche-Gruppe. In dieser Funktion löste er Severin Schwan ab, der zum Verwaltungsratspräsidenten gewählt wurde.
Schinecker ist verheiratet und hat drei Kinder. Seit 2017 lebt die Familie in der Schweiz.